# Carcinome neuroendocrine à cellules géantes du poumon
Le carcinome neuroendocrine à grandes cellules du poumon représente 3 % des cancers pulmonaires. La plupart de ces tumeurs se développent en périphérie du parenchyme pulmonaire et partagent les symptômes et la présentation clinique des autres carcinomes non à petites cellules.

## Clinique
L’âge moyen au diagnostic est de 65 ans et la plupart des patients sont fumeurs et de genre masculin. La production d’hormones ectopiques est très rare. Ils se présentent souvent au diagnostic avec des formes étendues au stade III-IV. Cliniquement, ce carcinome neuroendocrine se différencie de la forme à petites cellules par l’absence de production ectopique d’hormone.

## Anatomie pathologique

### Macroscopie
Tumeur de localisation centrale ou périphérique. Taille moyenne: 3 cm (1,3 à 10 cm).
La tumeur peut occuper tout un poumon avec des remaniements nécrotico-hémorragiques fréquents et étendus.

### Microscopie
- Carcinome à grandes cellules
- Phénotype neuroendocrine: agencement en nids, travées, pseudo-rosettes ou agencement palissadique périvasculaire.
- Activité mitotique importante (> 11 mitoses/2 mm2 - moyenne : 75 mitoses).
- Cellules volumineuses, polygonales.
- Rapport nucléocytoplasmique bas.
- Chromatine grossière ou vésiculaire avec nucléoles marqués.
- Nécrose étendue centrolobulaire ou en carte de géographie.

### Diagnostic différentiel morphologique
- Carcinome pulmonaire à petites cellules (Carcinome neuroendocrine à petites cellules)
- Tumeur carcinoïde atypique
  - L’activité mitotique est plus faible, inférieur à 10 pour 10 champs.
  - Pas de nécrose extensive
- Carcinome pulmonaire à grandes cellules avec différenciation neuroendocrine.
  - Carcinome à grandes cellules sans particularité (NOS) avec marquage neuroendocrine.
  - 14 % des carcinomes non à petites cellules peuvent présenter 1 ou 2 marqueurs neuroendocrines (surtout synaptophysine, NCAM, rarement chromogranine).
  - Absence d’aspect morphologique en faveur d’une origine neuroendocrine (absence de nids, pseudo-rosettes, palissades, ou rubans).
- Carcinome pulmonaire basaloïde
  - 1/3 présente des rosettes et un arrangement palissadique des cellules périlobulaires, possibilité de nécrose
  - Immunohistochimie: 34βE12 +, TTF-1-, marqueurs neuroendocrines - .